# Кумпан Федір Іванович
Федір Іванович Ку́мпан (нар. 2 березня 1896, Миколаїв — пом. 31 липня 1970, Київ) — український радянський живописець; член Спілки художників України.

## Біографія
Народився 2 березня 1896 року в місті Миколаєві Російської імперії (тепер Україна). Протягом 1916—1918 років відвідував приватні художні студії київських художників Михайла Козика і Анни Крюгер-Прахової. Член РКП(б) з 1919 року. Брав участь у Громадянській війні.
З 1922 по 1928 рік навчався в Інституті пластичних мистецтв в Києві, який пізніше реорганізований у Київський художній інститут. Його викладачами з фаху були Віктор Пальмов, Андрій Таран, Лев Крамаренко. Брав участь у німецько-радянській війні.
Працював у Києві директором картинної галереї, головним редактором видавництва «Мистецтво», директором республіканських художніх виставок. Помер у Києві 31 липня 1970 року.

## Творчість
Працював у галузі станкового живопису. Писав пейзажі, портрети, тематичні картини, натюрморти. Серед робіт:
- «Портрет комсомолки» (1927);
- «Портретматері» (1929);
- «Ворога викрито» (1935);
- «61» (1937);
- «Штурм ворожого міста» (1946);
- «Дорогами війни» (1947);
- «Цукроварня» (1948);
- «Пасіка» (1948);
- «Дівчина» (1948);
- «Вдалині видно Київ» (1949);
- «Старий колгоспник» (1950);
- «Нарциси» (1951);
- «Зимовий краєвид» (1958);
- «Київське море» (1959);
- «Квіти на вікні» (1960);
- «На Дніпрі» (1960);
- «Півники» (1961);
- «Літо» (1962);
- «Колгоспний краєвид» (1963);
- «Широкі лани» (1963);
- «Озеро на луках» (1963);
- «Влітку на річці» (1964);
- «Колгоспні жнива» (1965);
- «Пейзаж за річкою вдалині» (1965);
- «Біля колгоспу» (1965);
- «Весняне цвітіння» (1966);
- «Сон» (1966);
- «Дюни» (1967);
- «Пуща-Водиця взимку» (1967);
- «У Миколаєві» (1967);
- «Вітряний день» (1967);
- «Човни біля берега» (1967);
- «Місто взимку» (1968);
- «Околиця міста» (1968);
- «Річка Козинка» (1968);
- «Захід сонця. Прибалтика» (1968);
- «Біля Обухова» (1968);
- «На Десні» (1968);
- «Південний Буг. Дощ іде» (1969);
- «Бузок зацвів» (1969);
- «Бузок та півники» (1969);
- «Київ. Русанівка» (1969);
- «Біля Миколаєва» (1969).

Брав участь у мистецьких виставках з 1927 року (дебютував на Всеукраїнській ювілейній виставці, присвяченій 10-річчю Жовтневої революції). З того часу брав участь у міських, республіканських та всесоюзних художніх виставках. Персональні виставки відбулися у Черкасах у 1962 році та Києві у 1973 і 1975 роках.
Деякі картина зберігаються у Миколаївському художньому та краєзнавчому музеях.